# Toulouse Football Club 2022-2023
Questa voce raccoglie le informazioni riguardanti il  Toulouse Football Club nelle competizioni ufficiali della stagione 2022-2023.

## Stagione
La stagione 2022-2023 è la cinquantatreesima nella storia del club e la sua trentaduesima nella massima divisione. Essa vede il Tolosa partecipare alla Ligue 1, la prima stagione dalla sua retrocessione avvenuta nella stagione 2019-2020, e alla Coppa di Francia in ambito nazionale.

## Divise e sponsor
Lo sponsor tecnico per la stagione 2022-2023 è Craft, mentre il main sponsor ufficiale è LP Promotion, azienda operante nel campo degli annunci immobiliari. Il top sponsor è Newrest, azienda francese tra i leader mondiali nei servizi di catering.
| Casa | Trasferta |

## Rosa
In corsivo i calciatori ceduti durante la stagione 
| N. |                        | Ruolo | Calciatore            |
| -- | ---------------------- | ----- | --------------------- |
| 1  | Francia (bandiera)     | P     | Thomas Himeur         |
| 2  | Danimarca (bandiera)   | D     | Rasmus Nicolaisen     |
| 3  | Danimarca (bandiera)   | D     | Mikkel Desler         |
| 4  | Francia (bandiera)     | D     | Anthony Rouault       |
| 5  | Australia (bandiera)   | C     | Denis Genreau         |
| 6  | Marocco (bandiera)     | C     | Zakaria Aboukhlal     |
| 7  | Giappone (bandiera)    | A     | Ado Onaiwu            |
| 8  | Paesi Bassi (bandiera) | C     | Branco van den Boomen |
| 9  | Inghilterra (bandiera) | A     | Rhys Healey           |
| 10 | Belgio (bandiera)      | C     | Brecht Dejaegere      |
| 11 | Marocco (bandiera)     | A     | Yanis Begraoui        |
| 12 | Guinea (bandiera)      | D     | Issiaga Sylla         |
| 13 | Svizzera (bandiera)    | C     | Vincent Sierro        |
| 14 | Francia (bandiera)     | D     | Logan Costa           |
| 15 | Cile (bandiera)        | C     | Gabriel Suazo         |
| 16 | Norvegia (bandiera)    | P     | Kjetil Haug           |

| N. |                                 | Ruolo | Calciatore              |
| -- | ------------------------------- | ----- | ----------------------- |
| 17 | Paesi Bassi (bandiera)          | C     | Stijn Spierings         |
| 18 | Svezia (bandiera)               | D     | Oliver Zandén           |
| 19 | Serbia (bandiera)               | C     | Veljko Birmančević      |
| 21 | Brasile (bandiera)              | C     | Rafael Ratão            |
| 22 | Finlandia (bandiera)            | C     | Naatan Skyttä           |
| 23 | Francia (bandiera)              | D     | Moussa Diarra           |
| 24 | Grecia (bandiera)               | C     | Charīs Tsingaras        |
| 26 | Norvegia (bandiera)             | D     | Warren Kamanzi          |
| 27 | Paesi Bassi (bandiera)          | A     | Thijs Dallinga          |
| 28 | Francia (bandiera)              | C     | Farès Chaïbi            |
| 29 | Francia (bandiera)              | A     | Nathan Ngoumou          |
| 29 | Bosnia ed Erzegovina (bandiera) | A     | Saïd Hamulić            |
| 30 | Francia (bandiera)              | P     | Maxime Dupé             |
| 31 | Camerun (bandiera)              | D     | Kévin Keben             |
| 32 | Francia (bandiera)              | D     | Christian Mawissa Elebi |

## Calciomercato

### Sessione estiva(dal 1º/7 al 1º/9)
| Acquisti         | Acquisti             | Acquisti   | Acquisti                   |
| R.               | Nome                 | da         | Modalità                   |
| ---------------- | -------------------- | ---------- | -------------------------- |
| A                | Veljko Birmančević   | Malmö FF   | definitivo (4,1 milioni €) |
| A                | Thijs Dallinga       | Excelsior  | definitivo (2,5 milioni €) |
| A                | Zakaria Aboukhlal    | AZ Alkmaar | definitivo (2 milioni €)   |
| D                | Oliver Zandén        | Elfsborg   | definitivo (1,5 milioni €) |
| P                | Kjetil Haug          | Vålerenga  | definitivo (500 mila €)    |
| C                | Theocharīs Tsiggaras | PAOK       | prestito (300 mila €)      |
| Altre operazioni |                      |            |                            |
| R.               | Nome                 | da         | Modalità                   |
| C                | Kalidou Sidibé       | Rouen      | fine prestito              |

| Cessioni | Cessioni       | Cessioni            | Cessioni                 |
| R.       | Nome           | a                   | Modalità                 |
| -------- | -------------- | ------------------- | ------------------------ |
| A        | Nathan Ngoumou | Borussia M'gladbach | definitivo (8 milioni €) |
| D        | Bafodé Diakité | Lilla               | definitivo (3 milioni €) |
| C        | Kalidou Sidibé | Rouen               | n.d.                     |
| C        | Steve Mvoué    | Seraing             | n.d.                     |
| C        | Samuel Kasongo | Bellinzona          | n.d.                     |
| C        | Naatan Skyttä  | Viking              | prestito                 |
| C        | Sam Sanna      | Laval               | prestito                 |
| D        | Mamady Bangré  | Rouen               | prestito                 |
| C        | Kléri Serber   | Botev Vraca         | gratuito                 |
| D        | Tom Rapnouil   | Botev Vraca         | prestito                 |

### Operazioni esterne(dal 2/9 al 1º/1)
| Acquisti | Acquisti       | Acquisti    | Acquisti                   |
| R.       | Nome           | da          | Modalità                   |
| -------- | -------------- | ----------- | -------------------------- |
| A        | Saïd Hamulić   | Stal Mielec | definitivo (2,5 milioni €) |
| D        | Warren Kamanzi | Tromsø      | definitivo (600 mila €)    |
| D        | Gabriel Suazo  | Colo-Colo   | gratuito                   |
| C        | Vincent Sierro | Young Boys  | n.d.                       |
| C        | Naatan Skyttä  | Viking      | fine prestito              |

| Cessioni | Cessioni         | Cessioni    | Cessioni |
| R.       | Nome             | a           | Modalità |
| -------- | ---------------- | ----------- | -------- |
| D        | Issiaga Sylla    | Montpellier | gratuito |
| P        | Isak Petterson   | Stabæk      | gratuito |
| A        | Yanis Begraoui   | Pau         | gratuito |
| C        | Naatan Skyttä    | Odense      | prestito |
| A        | Junior Flemmings | Niort       | prestito |

## Risultati

### Ligue 1

#### Girone di andata
| Arbitro: | Hamel (Linguadoca-Rossiglione) |

|              |           |            |
| Dallinga 20’ | Marcatori | 78’ Ramsey |

| Arbitro: | Bollengier (Nord-Passo di Calais) |

|  |           |                                         |
|  | Marcatori | 36’ (aut.) Larouci 54’ Ratão 85’ Healey |

| Arbitro: | Hamel (Linguadoca-Rossiglione) |

|                        |           |                                 |
| Ratão 31’ Dallinga 64’ | Marcatori | 2’ Laurienté 80’ (rig.) I. Koné |

| Arbitro: | Vernice (Mediterranée) |

|                                    |           |               |
| Guessand 50’ Mohamed 55’ Simon 61’ | Marcatori | 15’ Aboukhlal |

| Arbitro: | El Hadj (Rodano-Alpi) |

|  |           |                                  |
|  | Marcatori | 36’ Neymar 49’ Mbappé 89’ Bernat |

| Arbitro: | Letexier (Ille-et-Vilaine) |

|                         |           |  |
| Gonalons 46’ Cham 90+6’ | Marcatori |  |

| Arbitro: | Frappart (Île-de-France) |

|               |           |  |
| Aboukhlal 31’ | Marcatori |  |

| Arbitro: | Gaillouste (Borgogna) |

|                    |           |            |
| David 5’ Ounas 53’ | Marcatori | 48’ Chaïbi |

| Arbitro: | Pignard (Rodano-Alpi) |

|                                                      |           |                   |
| Spierings 18’ Aboukhlal 24’ Chaïbi 31’ Dejaegere 48’ | Marcatori | 7’ Cozza 68’ Wahi |

| Arbitro: | Buquet (Piccardia) |

|         |           |          |
| Tetê 2’ | Marcatori | 5’ Ratão |

| Arbitro: | Bastien (Lorena) |

|                                                       |           |                           |
| Dejaegere 10’ Van Den Boomen 40’ (rig.) Spierings 67’ | Marcatori | 33’ Bentaleb 90+3’ Salama |

| Arbitro: | Stinat (Maine) |

|                           |           |                         |
| Rouault 44’ Dejaegere 55’ | Marcatori | 65’ Mothiba 73’ Gameiro |

| Arbitro: | Batta (Mediterranée) |

|                        |           |  |
| Openda 60’, 86’, 90+2’ | Marcatori |  |

| Arbitro: | Millot (Île-de-France) |

|  |           |                        |
|  | Marcatori | 46’ Golovin 60’ Embolo |

| Arbitro: | Delajod (Rodano-Alpi) |

|                               |           |              |
| Bourigeaud 25’ Kalimuendo 58’ | Marcatori | 55’ Dallinga |

| Arbitro: | Pignard (Rodano-Alpi) |

|                                                                                        |           |                           |
| Rongier 12’ Nicolaisen 40’ (aut.) Kolašinac 51’ Payet 61’ Ünder 79’ (rig.) Tavares 81’ | Marcatori | 65’ (rig.) van den Boomen |

| Arbitro: | Gaillouste (Borgogna) |

|                         |           |  |
| Ratão 46’ Dejaegere 62’ | Marcatori |  |

| Arbitro: | Batta (Mediterranée) |

|  |           |                                                                            |
|  | Marcatori | 4’ Chaïbi 33’ Rouault 41’ (rig.) van den Boomen 75’ Aboukhlal 88’ Dallinga |

| Arbitro: | Millot (Île-de-France) |

|               |           |            |
| Aboukhlal 65’ | Marcatori | 18’ Mounié |

#### Girone di ritorno
| Arbitro: | Delajod (Rodano-Alpi) |

|             |           |                   |
| Gameiro 20’ | Marcatori | 25’, 51’ Dallinga |

| Arbitro: | Vernice (Mediterranée) |

|                                                              |           |                     |
| Dallinga 15’ Chaïbi 35’ Van den Boomen 54’ (rig.) Onaiwu 87’ | Marcatori | 11’ (rig.) M. Baldé |

| Arbitro: | Dechepy (Piccardia) |

|                      |           |                    |
| Hakimi 38’ Messi 58’ | Marcatori | 20’ van den Boomen |

| Arbitro: | Stinat (Maine) |

|                                      |           |                    |
| Ratão 27’ Aboukhlal 28’ Dallinga 37’ | Marcatori | 55’ (aut.) Rouault |

| Arbitro: | Frappart (Île-de-France) |

|                        |           |                                  |
| Dallinga 3’ Onaiwu 87’ | Marcatori | 52’ Mbemba 59’ Ünder 78’ Tavares |

| Arbitro: | Vernice (Mediterranée) |

|                                  |           |  |
| Itō 4’ Munetsi 7’ Abdelhamid 68’ | Marcatori |  |

| Arbitro: | Batta (Mediterranée) |

|  |           |            |
|  | Marcatori | 76’ Khaoui |

| Arbitro: | Gaillouste (Borgogna) |

|  |           |                         |
|  | Marcatori | 37’ Desler 46’ Dallinga |

| Arbitro: | El Hadj (Rodano-Alpi) |

|  |           |                            |
|  | Marcatori | 85’ Alexsandro 90+11’ Bayo |

| Arbitro: | Frappart (Île-de-France) |

|                                      |           |              |
| Mounié 33’ Le Douaron 63’ Camara 84’ | Marcatori | 10’ Dallinga |

| Arbitro: | Batta (Mediterranée) |

|          |           |                         |
| Wahi 88’ | Marcatori | 31’ Dallinga 85’ Chaïbi |

| Arbitro: | Letexier (Ille-et-Vilaine) |

|               |           |                                          |
| Aboukhlal 37’ | Marcatori | 34’ (rig.) Lacazette 88’ (aut.) L. Costa |

| Arbitro: | Bollengier (Nord-Passo di Calais) |

|  |           |               |
|  | Marcatori | 68’ Aboukhlal |

| Arbitro: | Dechepy (Piccardia) |

|  |           |            |
|  | Marcatori | 32’ Openda |

| Ajaccio 7 maggio 2023, ore 15:00 CET 34ª giornata | Ajaccio              | 0 – 0 referto | Tolosa | Stade François Coty (6 735 spett.)\| Arbitro: \| Batta (Mediterranée) \| |
| Arbitro:                                          | Batta (Mediterranée) |               |        |                                                                          |

| Tolosa 14 maggio 2023, ore 16:30 CEST 35ª giornata | Tolosa          | 0 – 0 referto | Nantes | Stadium de Toulouse (27 033 spett.)\| Arbitro: \| Brisard (Maine) \| |
| Arbitro:                                           | Brisard (Maine) |               |        |                                                                      |

| Nizza 21 maggio 2023, ore 15:00 CEST 36ª giornata | Nizza   | 0 – 0 referto | Tolosa | Allianz Riviera (20 041 spett.)\| Arbitro: \| Pignard \| |
| Arbitro:                                          | Pignard |               |        |                                                          |

| Arbitro: | Vernice |

|               |           |               |
| Aboukhlal 44’ | Marcatori | 24’ Raveloson |

| Arbitro: | Frappart (Île-de-France) |

|                |           |                            |
| Ben Yedder 78’ | Marcatori | 78’ Aboukhlal 90+4’ Healey |

### Coppa di Francia
| Arbitro: | Buquet (Piccardia) |

|                 |           |                                                                                                 |
| Haug 36’ (aut.) | Marcatori | 12’ Skyttä 32’ Begraoui 39’, 75’ Dallinga 57’ Birmančević 66’ (aut.) Boisvilliers 81’ Spierings |

| Arbitro: | Letexier (Ille-et-Vilaine) |

|                         |           |  |
| Aboukhlal 66’ Ratão 69’ | Marcatori |  |

| Arbitro: | Delajod (Rodano-Alpi) |

|                                              |           |             |
| Y. Diouf 23’ (aut.) Aboukhlal 35’ Chaïbi 62’ | Marcatori | 89’ Cajuste |

| Arbitro: | Pignard (Rodano-Alpi) |

|                                                                                 |           |               |
| Aboukhlal 5’ Van den Boomen 7’ Dallinga 10’, 51’ (rig.) Chaïbi 21’ G. Suazo 38’ | Marcatori | 69’ Younoussa |

| Arbitro: | Stinat (Maine) |

|                    |           |                          |
| Bosetti 51’ (rig.) | Marcatori | 36’ Aboukhlal 85’ Chaïbi |

| Arbitro: | Benoît Millot (Île-de-France) |

|                 |           |                                               |
| Blas 75’ (rig.) | Marcatori | 4’, 10’ Costa 23’, 31’ Dallinga 79’ Aboukhlal |

## Statistiche

### Statistiche di squadra
| Competizione     | Punti     | In casa | In casa | In casa | In casa | In casa | In casa | In trasferta | In trasferta | In trasferta | In trasferta | In trasferta | In trasferta | Totale | Totale | Totale | Totale | Totale | Totale | DR  |
| Competizione     | Punti     | G       | V       | N       | P       | Gf      | Gs      | G            | V            | N            | P            | Gf           | Gs           | G      | V      | N      | P      | Gf     | Gs     | DR  |
| ---------------- | --------- | ------- | ------- | ------- | ------- | ------- | ------- | ------------ | ------------ | ------------ | ------------ | ------------ | ------------ | ------ | ------ | ------ | ------ | ------ | ------ | --- |
| Ligue 1          | 48        | 19      | 6       | 6       | 7       | 27      | 27      | 19           | 7            | 3            | 9            | 24           | 30           | 38     | 13     | 9      | 16     | 51     | 57     | -6  |
| Coppa di Francia | Vincitore | 3       | 3       | 0       | 0       | 11      | 2       | 2            | 2            | 0            | 0            | 9            | 2            | 6      | 6      | 0      | 0      | 25     | 5      | +20 |
| Totale           | -         | 22      | 9       | 6       | 7       | 38      | 29      | 21           | 9            | 3            | 9            | 33           | 32           | 45     | 19     | 9      | 16     | 76     | 62     | +14 |

### Andamento in campionato
| Giornata  | 1  | 2 | 3 | 4  | 5  | 6  | 7  | 8  | 9  | 10 | 11 | 12 | 13 | 14 | 15 | 16 | 17 | 18 | 19 | 20 | 21 | 22 | 23 | 24 | 25 | 26 | 27 | 28 | 29 | 30 | 31 | 32 | 33 | 34 | 35 | 36 | 37 | 38 |
| --------- | -- | - | - | -- | -- | -- | -- | -- | -- | -- | -- | -- | -- | -- | -- | -- | -- | -- | -- | -- | -- | -- | -- | -- | -- | -- | -- | -- | -- | -- | -- | -- | -- | -- | -- | -- | -- | -- |
| Luogo     | C  | T | C | T  | C  | T  | C  | T  | C  | T  | C  | C  | T  | C  | T  | T  | C  | T  | C  | T  | C  | T  | C  | C  | T  | C  | T  | C  | T  | T  | C  | T  | C  | T  | C  | T  | C  | T  |
| Risultato | N  | V | N | P  | P  | P  | V  | P  | V  | N  | V  | N  | P  | P  | P  | P  | V  | V  | N  | V  | V  | P  | V  | P  | P  | P  | V  | P  | P  | V  | P  | V  | P  | N  | N  | N  | N  | V  |
| Posizione | 10 | 4 | 6 | 10 | 13 | 15 | 11 | 12 | 12 | 11 | 9  | 10 | 11 | 12 | 12 | 13 | 12 | 12 | 12 | 12 | 12 | 12 | 11 | 11 | 11 | 12 | 11 | 12 | 13 | 12 | 12 | 12 | 13 | 13 | 13 | 13 | 13 | 13 |

Fonte:  Evoluzione classifica Ligue 1 22/23, su transfermarkt.it, Transfermarkt.
Legenda:

Luogo: C = Casa; T = Trasferta. Risultato: V = Vittoria; N = Pareggio; P = Sconfitta.